# Vasil Gigiadze
Vasil Gigiadze (georgiska: ვასილ გიგიაძე, Vasil Gigiadze; ukrainska: Васі́л Гігіа́дзе, Vasil Hihiadze), född 3 juni 1977 i Kutaisi, är en före detta georgisk fotbollsspelare som avslutade sin karriär spelandes för SK Tavrija Simferopol i Ukraina 2012.
Gigiadze inledde sin aktiva karriär i Kutaisi och Tbilisi för att 2000 flytta till Ukraina och Tavrija. Därefter spelade han 12 år i olika ukrainska klubbar innan han den 1 januari 2012 lade skorna på hyllan.